# Federico Mordegan
Federico Mordegan (* 1. Februar 1970 in Vicenza) ist ein ehemaliger italienischer Tennisspieler.

## Karriere
Federico Mordegan war vor allem im Doppel aktiv. Auf der ATP Challenger Tour errang er in seiner Karriere sechs Turniersiege, auf der ATP World Tour gewann er 1994 an der Seite von Cristian Brandi den Titel in Estoril. Darüber hinaus stand er auf der World Tour in fünf weiteren Endspielen: 1990 mit Cristiano Caratti in Genua, 1992 in San Marino und 1994 in Casablanca sowie Athen mit Cristian Brandi und 1995 nochmals in San Marino mit Pablo Albano. Die besten Notierungen in der ATP-Weltrangliste erreichte er im Einzel 1990 mit Position 243 sowie im Doppel 1995 mit Position 70.
Im Einzel konnte er sich nie für ein Grand-Slam-Turnier qualifizieren. In der Doppelkonkurrenz kam er nie über die Auftaktrunde hinaus. 1991 nahm er an den Australian Open und den Wimbledon Championships teil, 1994 an den French Open, nochmals in Wimbledon sowie an den US Open.

## Erfolge
| Legende                                               |
| Grand Slam                                            |
| Tennis Masters Cup                                    |
| ATP Masters Series                                    |
| ATP Championship Series ATP International Series Gold |
| ATP World Series ATP International Series (1)         |
| ATP Challenger Series (6)                             |

| ATP-Titel nach Belag |
| Hartplatz (0)        |
| Sand (1)             |
| Rasen (0)            |
| Teppich (0)          |

### Doppel

#### Turniersiege

##### ATP Tour
| Nr. | Datum         | Turnier | Belag | Partner         | Finalgegner                    | Ergebnis |
| --- | ------------- | ------- | ----- | --------------- | ------------------------------ | -------- |
| 1.  | 3. April 1994 | Estoril | Sand  | Cristian Brandi | Richard Krajicek Menno Oosting | kampflos |

##### ATP Challenger Tour
| Nr. | Datum              | Turnier         | Belag | Partner             | Finalgegner                     | Ergebnis      |
| --- | ------------------ | --------------- | ----- | ------------------- | ------------------------------- | ------------- |
| 1.  | 2. Juli 1989       | Salerno         | Sand  | Nicola Bruno        | Ugo Pigato Stefano Mezzadri     | 7:6, 6:2      |
| 2.  | 9. September 1990  | Venedig (1)     | Sand  | Cristian Brandi     | Henrik Holm Nils Holm           | 6:1, 6:4      |
| 3.  | 14. Oktober 1991   | Reggio Calabria | Sand  | Cristian Brandi     | Massimo Boscatto Eugenio Rossi  | 7:5, 6:3      |
| 4.  | 11. April 1993     | Parioli         | Sand  | Cristian Brandi     | Sean Cole Jon Ireland           | 6:3, 7:5      |
| 5.  | 11. September 1994 | Venedig (2)     | Sand  | Cristian Brandi     | Tomas Nydahl Simon Youl         | 6:3, 4:6, 6:3 |
| 6.  | 7. Juli 1996       | Venedig (3)     | Sand  | Vincenzo Santopadre | Cristian Brandi Filippo Messori | 6:4, 6:3      |

#### Finalteilnahmen
| Nr. | Datum           | Turnier        | Belag | Partner           | Finalgegner                    | Ergebnis      |
| --- | --------------- | -------------- | ----- | ----------------- | ------------------------------ | ------------- |
| 1.  | 24. Juni 1990   | Genua          | Sand  | Cristiano Caratti | Tomás Carbonell Udo Riglewski  | 6:7, 6:7      |
| 2.  | 2. August 1992  | San Marino (1) | Sand  | Cristian Brandi   | Nicklas Kulti Mikael Tillström | 2:6, 2:6      |
| 3.  | 20. März 1994   | Casablanca     | Sand  | Cristian Brandi   | David Adams Menno Oosting      | 3:6, 4:6      |
| 4.  | 9. Oktober 1994 | Athen          | Sand  | Cristian Brandi   | Luis Lobo Javier Sánchez       | 7:5, 1:6, 4:6 |
| 5.  | 13. August 1995 | San Marino (2) | Sand  | Pablo Albano      | Jordi Arrese Andrew Kratzmann  | 6:7, 6:3, 2:6 |